# Wachenheim, Alzey-Worms
Wachenheim là một đô thị thuộc huyện Alzey-Worms, bang Rheinland-Pfalz, Đức. Đô thị này có diện tích 3,55 km².